# Lee Geon
Lee Geon (koreanisch 이건; * 8. Januar 1996) ist ein südkoreanischer Fußballspieler. Aktuell steht er bei Seongnam FC unter Vertrag.

## Karriere

### Jugendzeit
Seine Ausbildung begann er an der Ansan Boogok Middle School, welche er von 2008 bis 2010 besuchte. Danach besuchte er die Seogwipo High School von 2011 bis 2013. Nach der High School ging er auf die Jung-An Universität, welche er von 2014 bis 2016 besuchte.

### Fußball-Karriere in Südkorea
Nach Ende seiner Ausbildung wechselte er Anfang 2017 zu Ansan Greeners FC.

## Nationalmannschaft
Lee Geon durchlief alle Auswahlmannschaften. In der U-17 erzielte er in sechs Spielen sechs Tore. In der U-20 absolvierte er zwei Spiele. Er wurde auch für die U-23 nominiert, bekam dort aber kein Einsatz.